# Thomas Watkins Ligon
Thomas Watkins Ligon (ur. 10 maja 1810, zm. 12 stycznia 1881) – amerykański prawnik i polityk.
W latach 1845–1849 przez dwie kadencje Kongresu Stanów Zjednoczonych jako działacz Partii Demokratycznej był przedstawicielem trzeciego okręgu wyborczego w stanie Maryland w Izbie Reprezentantów Stanów Zjednoczonych.
W latach 1854–1858 piastował stanowisko gubernatora stanu Maryland.